# NGC 4436
NGC 4436 ist eine linsenförmige Galaxie vom Hubble-Typ S0 im Sternbild Jungfrau am Nordsternhimmel, die schätzungsweise 48 Millionen Lichtjahre von der Milchstraße entfernt ist. Sie bildet mit NGC 4431 und NGC 4440 ein optisches Trio und ist Teil des Virgo-Galaxienhaufens.
Das Objekt wurde am 17. April 1784 von Wilhelm Herschel entdeckt.